# Arhopala fulgida
Arhopala fulgida är en fjärilsart som beskrevs av William Chapman Hewitson 1863. Arhopala fulgida ingår i släktet Arhopala och familjen juvelvingar. Inga underarter finns listade i Catalogue of Life.